# オオカワズスゲ

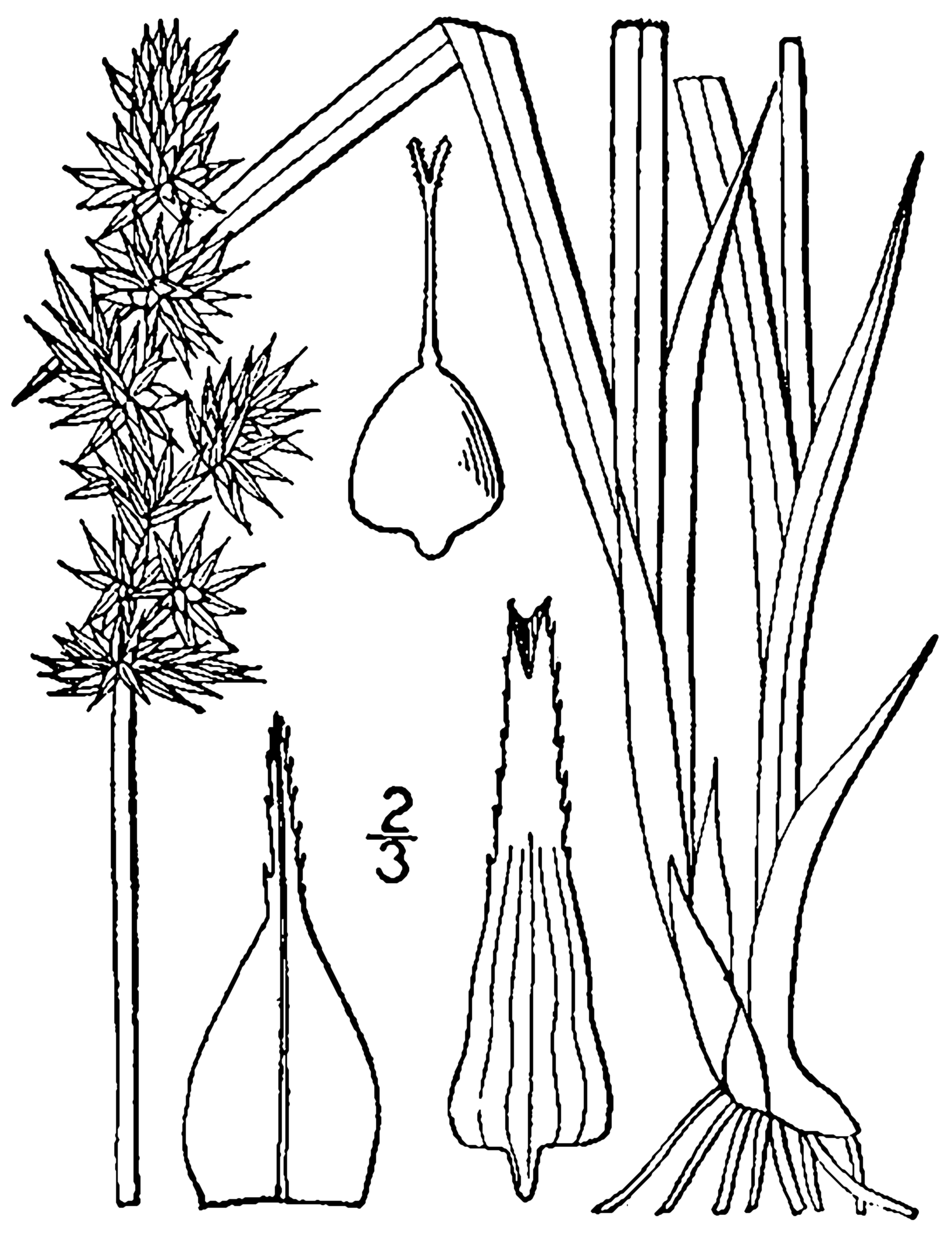
図版

オオカワズスゲ Carex stipata はカヤツリグサ科スゲ属の植物の1つ。やや大柄なスゲで、全体に緑色で柔らかく、円柱状の穂がまっすぐに立つ。

## 特徴
多年生の草本で、全体に緑色でやや柔らかいが茎や葉の縁はややざらつきがある。株を作り、葉や花茎は束になって生じる。根茎は短く、匍匐枝等は出さない。草丈は30-60cmに達する。草質に関しては大橋他編(2015)には「やややわらかく」とある一方で星野他(2011)には「剛直」とある。これはつまり触ると柔らかいのだが、葉や茎にしなる性質が弱く、特に茎は真っ直ぐに立ち上がってうなだれたりしないというところのようだ。
葉は幅が3-7mm、基部の葉鞘は淡い色をしている。またその上部の前側は膜質で透明になっており、横じわがある。葉身は厚みがあるが柔らかく、縁にざらつきがある。また古い葉鞘は繊維状に細かく裂ける。
花茎は断面が三角で鋭い稜があり、稜の上にざらつきがある。花茎の先端にある花序は長さ3-6cmほどで柄のない小穂がほぼ間を開けないで着く穂状花序であり、その概形は卵状円柱形をしている。なお花序の幅は1cm。小穂の基部から出る苞は針状で目につくことがない。小穂はすべて同型。互いに接近してつき、卵円形で長さ6-10mm。いずれも雄雌性であり、基部側の大部分が雌花で、先端に少数だけ雄花がある。雌花の鱗片は色が淡く、卵形から披針形で先端は鋭く尖るか芒状に突き出す。

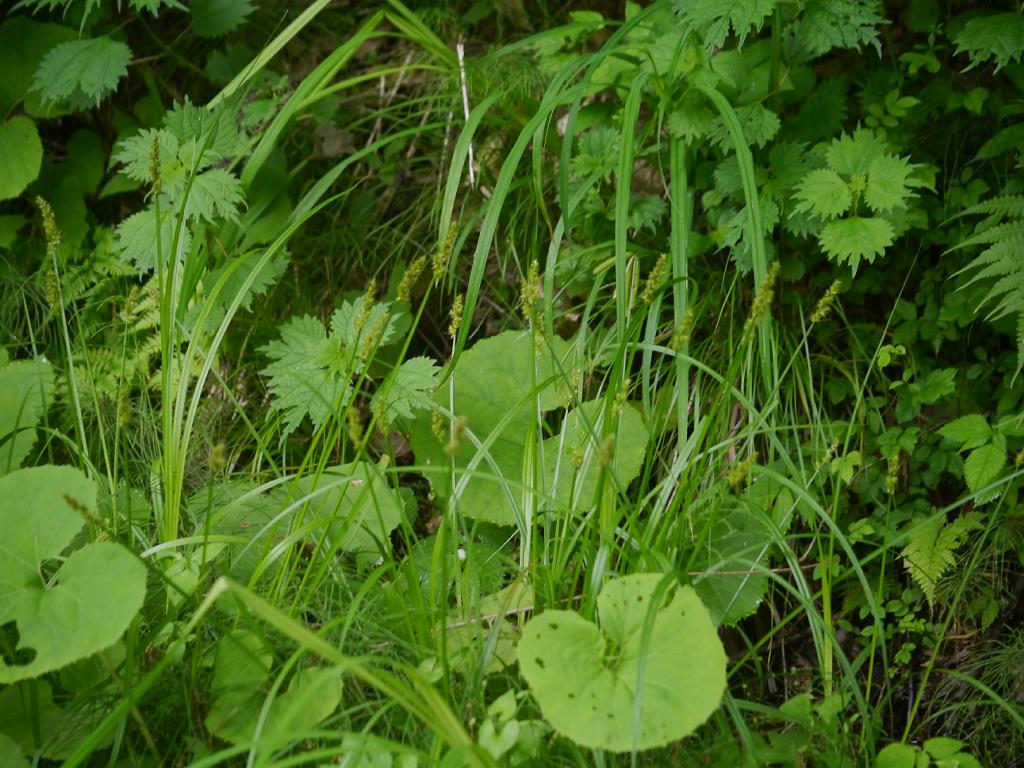
生育地のようす
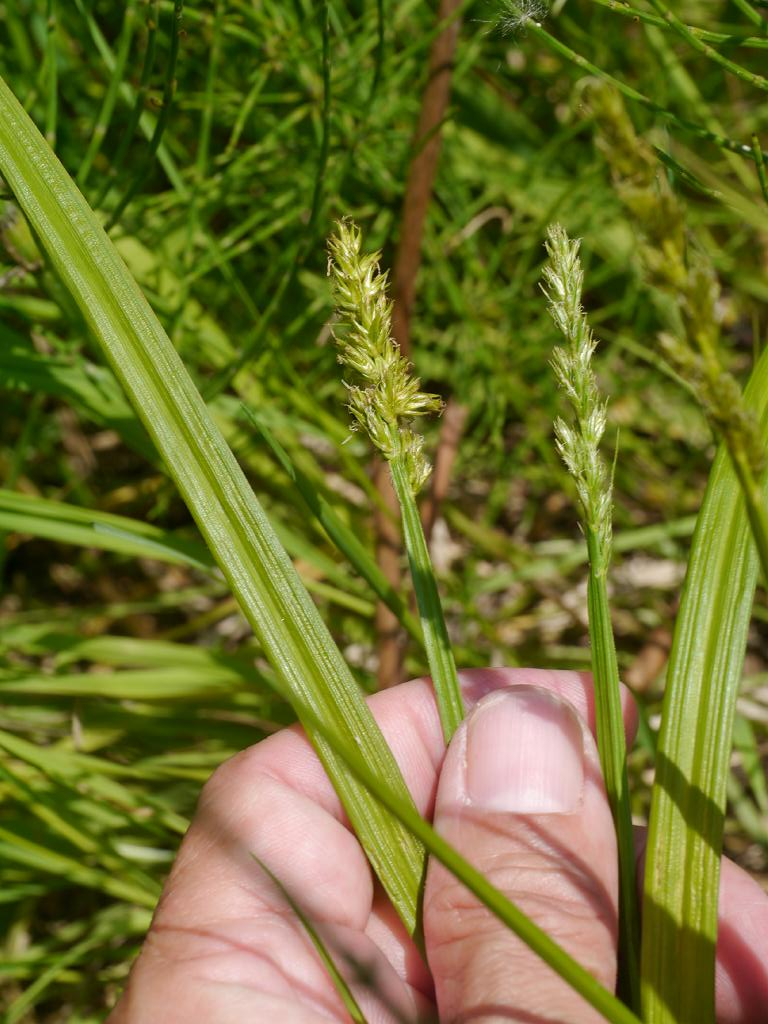
穂の部分
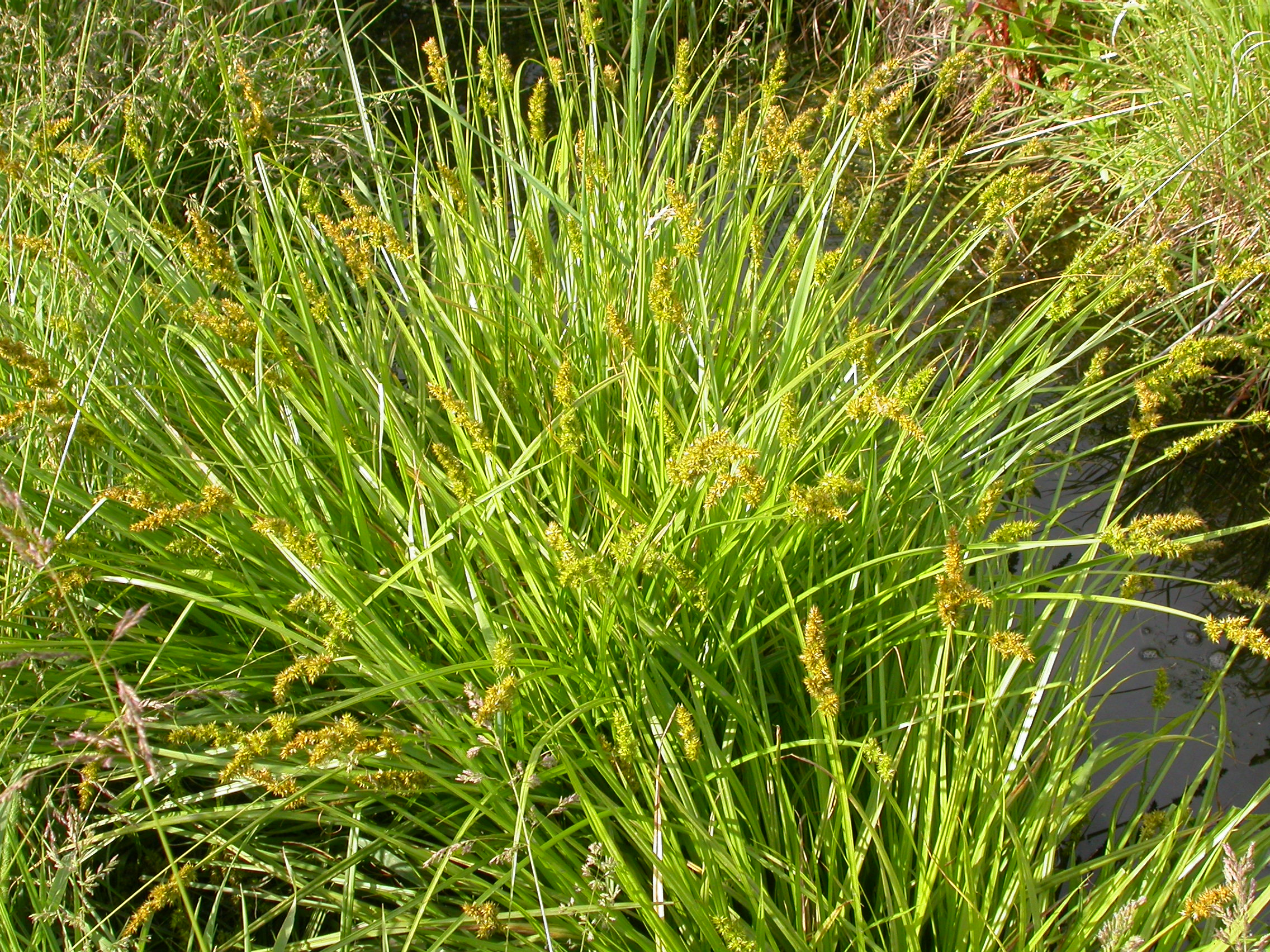
大きな株の様子(北アメリカ)

和名は大型のカワズスゲの意である。学名の種小名は『集積した』の意である。

## 分布と生育環境
日本では本州の関東、中部地方以北から北海道にかけて分布し、国外ではサハリンと、それに北アメリカに知られる。
山野の湿地に生える。ただし必ずしも本格的な湿地ではなく、路傍の水辺などにも見ることが出来るもので、牧野(1987)にも生育場所として「溝辺」があげられている。

## 分類
この種はいわゆるマスクサ亜属のもので、小穂はすべてほぼ同型で柄がなく、穂状花序になる。さらに勝山(2015)は本種をオオカワズスゲ節 Sect. Vulpinae に置き、ミノボロスゲ C. albata やミコシガヤ C. neurocarpa 等とまとめている。共通する特徴は匍匐枝を出さないでまとまった株を作ること、小穂は雄雌性で多数が互いに接近した穂を形成すること、果胞は側面に翼があるか鋭い稜となり、基部が海綿質に肥大すること、等がある。他方、星野他(2015)では本種のみをオオカワズスゲ節とし、勝山(2015)でここに含めた他の種はミノボロスゲ節 Sect. Ohleoideae に区別している。区別点としては本種の葉が軟質であり、それ以外の種が革質であることを挙げている。
上に上げたような近縁種との区別点としては茎や葉が軟質であること、苞が発達しないこと、果胞が褐色にならず、脈がほとんどないこと、果胞が大きくて4mm程あることなどが挙げられる。やや似たものにキビノミノボロスゲ C. paxii があるが、この種は花茎の稜が鈍く、ざらつかない。果胞には緑色の脈が多数ある。日本では岡山県南部からのみ知られる。またやはり本種に似たものでアメリカミコシガヤ C. annectence など、帰化種がいくつか知られる。これらはやはりオオカワズスゲ節に含まれ、本種よりは苞が目立つ。他に節が異なるがヤガミスゲ C. maackii も本種に似ており、区別点としては花茎がより長く伸び、花期には倒れることが多いことや葉鞘に横じわがないことなどがある。より細部で、しかしより重要な点としてはこの種では小穂が雌雄性で、雄花が小穂の基部にある点で大きく異なる。が、一見では見分けられないほどに眼だたないのが残念である。